# Сьвентошув
Сьвентошув (пол. Świętoszów, нім. Neuhammer am Queis) — село в Польщі, у гміні Осечниця Болеславецького повіту Нижньосілезького воєводства.
Населення — 2036 осіб (2011).
У 1975—1998 роках село належало до Єленьоґурського воєводства.

## Історія
У 1898 року представники сім'ї цу Дона виділили зі своїх силезських володінь велику територію лісу та інших невикористовуваних земель для облаштування ними військового полігона. Відстань від житлових територій, особливості рельєфу місцевості — болота, канали, піщані поля, ліс, пагорби — дозволяли проводити тут навчання піхоті, саперам, артилерії та іншим родам військ. Полігон отримав назву Нойхаммер. У 1900 році тут були збудовані перші солдатські казарми. Поступово розширюючись, до 1905 полігон почав займати вже 5 тисяч гектарів.
У роки Першої світової війни на околицях містечка було розбито табір для російських військовополонених. У 1914—1919 роках через нього пройшло близько 33 тисяч чоловік. Полонених залучали до праці на картонній фабриці. На отримані кошти їм вдалося встановити 1916 року пам'ятник своїм загиблим землякам.
За часів Третього рейху полігон Нойхамер значно розширився. Якщо 1934 року на ньому розміщувалося близько 2400 солдатів, то 1936-го — вже 8600. Максимальна місткість полігону сягала 10 тисяч солдатів. До 1939 року в Нойхаммері були війська Манштейна, пізніше тут проводилися навчання для груп СС, до складу яких входили росіяни (в основному власівці), латиші та литовці, а пізніше — піхотна дивізія СС «Галичина». Для інспектування військ сюди приїжджав Гіммлер.
Під час Другої світової війни в Жагані та його околицях німці створили комплекс таборів для полонених, який складався зі шталага VIII C та його філій — шталага у Кунау (Коніні-Жаганському) та шталага VIII E (308) у Нойхаммері. Усі вони підкорялися 8-му військовому округу вермахту з головним штабом у Бреслау. Шталаг VIII E (308) у Нойхаммері у перші місяці війни був призначений виключно для польських солдатів, взятих у полон під час Вересневої кампанії 1939 року. Після виграних битв заході 1940 року у табір стали потрапляти французькі військовополонені.
Після нападу Гітлера на СРСР у шталаг VIII E почали надходити радянські військовополонені, перші з яких були доставлені до Нойхаммера вже 12 липня 1941 року. У 1942 році їхня кількість становила понад 100 000 осіб. Через жорстоке поводження та важкі роботи люди швидко вмирали. Тих, хто був фізично міцнішим, вивозили до концтабору Аушвіц-Біркенау (Освенцім). У цілому через шталаг VIII C пройшло близько 300 тис. полонених. За півтора кілометра від табору знаходиться братська могила, в якій поховано близько 20 тисяч військовополонених, переважно слов'ян. Перед в'їздом до Сьвентошува, за 100 метрів від мосту через Квісу, встановлено пам'ятник «Вічної пам'яті вбитих і закатованих». Він складається з постаменту та кам'яної брили, до нього ведуть бетонні сходи. Табличка на камені говорить: «На вічну пам'ять 20 тисяч польських та радянських солдатів, убитих та закатованих у таборі військовополонених гітлерівського вермахту у Сьвентошуві у період Другої світової війни».
13 лютого 1945 року місто було взято Червоною армією. Деякий час біля Нойхаммера розташовувалися частини 2-ї армії Війська польського. Після закінчення війни Нижня Сілезія, і Нойхаммер у тому числі, були передані відповідно до рішень Ялтинської та Потстдамської конференцій Польщі. Місто було перейменовано на Сьвентошув.
З 1945 по 1992 рік у Сьвентошуві було розквартовано радянські війська. У 1945—1954 роках у колишньому таборі для полонених функціонувала спеціальна в'язниця НКДБ (МДБ) суворого режиму. У самому містечку з літа 1945 року стала дислокуватися 20-та Звенигородська танкова дивізія Північної групи військ, а також мотострілковий полк, ракетний дивізіон та артилерійські частини. Це була одна з найбільших баз радянських військ у Польщі, що займала площу 15020 га. У містечку налічувалося 58 казарм, 98 гаражів, 14 столових приміщень, лікарняний комплекс, 1687 квартир для сімей військовослужбовців, а також велика кількість цивільних об'єктів. У найактивніший період тут мешкали 12 тисяч солдатів та сімей військових. Сьвентошув був засекречений і зник із географічних карт на кілька десятиліть.
Після 1989 року у зв'язку зі зміною політичного режиму у Польщі та відповідно до підписаних СРСР та Польщею договорів радянські війська стали виводитися зі Сьвентошува. 5 травня 1992 року польська сторона отримала перший комплекс військових об'єктів. 18 травня 1992 року на гарнізонному плацу у присутності командувача Північної групи військ Радянської Армії генерал-полковника Віктора Дубиніна та командувача Сілезького військового округу генерала дивізії Тадеуша Вілецького відбувся акт передачі всього гарнізону. Останні радянські солдати покинули Свентошув 20 липня цього року.
Після виведення радянських військ розпочалася реконструкція будівель. Частину їх передано цивільному населенню. В іншу частину міста було введено 10-ту танкову бригаду польських військ. В даний час у Сьвентошуві знаходиться найбільший у Польщі (понад 37 000 га) центр полігонних навчань «Жагань — Сьвентошув», де проводяться найбільші навчання військ НАТО.

## Географія
Сьвентошув поділено на дві частини. Основна частина Сьвентошува розташована правому березі Квіси. Найменша розташована на лівому березі річки і в минулому називалася Старим Сьвентошувом. Тут знаходиться кілька житлових будинків та залізнична станція недіючої залізниці Жагань — Оленя-Гура. Ґрунт піщаний. Найвища гора зветься Каппельбрун.

## Демографія
Демографічна структура станом на 31 березня 2011 року:
|          | Загалом | Допрацездатний вік | Працездатний вік | Постпрацездатний вік |
| -------- | ------- | ------------------ | ---------------- | -------------------- |
| Чоловіки | 1068    | 344                | 696              | 28                   |
| Жінки    | 968     | 318                | 583              | 67                   |
| Разом    | 2036    | 662                | 1279             | 95                   |